# Aleksandra Kałucka
Aleksandra Kałucka (Tarnów, 25 dicembre 2001) è un'arrampicatrice polacca specialista della velocità.

## Biografia
Gemella dell'arrampicatrice polacca Natalia Kałucka, è cieca da un occhio, come la sorella, poiché entrambe sono nate prematuramente.

## Carriera
Ha partecipato al Campionato europeo di arrampicata 2022, in cui ha vinto la medaglia d'argento nella gara di speed femminile. Nello stesso anno ha gareggiato nella Coppa del mondo di arrampicata 2022, vincendo la medaglia d'oro. Successivamente ha gareggiato nell'arrampicata sportiva ai Giochi olimpici di Parigi 2024: nei quarti di finale della competizione ha battuto l'atleta cinese Zhou Yafei, ma poi è stata sconfitta dalla connazionale Aleksandra Mirosław. Nella sfida per la medaglia di bronzo ha vinto contro l'indonesiana Rajiah Sallsabillah, ottenendo così la medaglia.

## Palmarès
- Giochi olimpici

Parigi 2024: bronzo nella velocità

### Giochi olimpici
| Discipline | 2024 |
| ---------- | ---- |
| Velocità   | 3    |

### Campionati del mondo
| Discipline | 2018 | 2019 | 2021 | 2023 |
| ---------- | ---- | ---- | ---- | ---- |
| Velocità   | 4    | 5    | 10   | 4    |
| Boulder    | 108  | 63   |      |      |
| Difficoltà | 73   | 64   |      |      |
| Combinata  | 25   | 28   |      |      |

### Coppa del mondo
|           | 2018 | 2019 | 2021 | 2022 | 2023 | 2024 |
| --------- | ---- | ---- | ---- | ---- | ---- | ---- |
| Velocità  | 18   | 7    |      | 1    | 6    | 6    |
| Combinata |      | 25   |      |      |      |      |

### Campionati europei
| Discipline | 2019 | 2020 | 2022 |
| ---------- | ---- | ---- | ---- |
| Velocità   | 4    | 4    | 2    |
| Boulder    | 33   | 19   |      |
| Difficoltà |      | 28   |      |
| Combinata  |      | 10   |      |